# Fiat CR.30
Fiat CR.30 – włoski dwupłatowy samolot myśliwski z lat 30. XX w., produkowany przez koncern Fiata.

## Historia

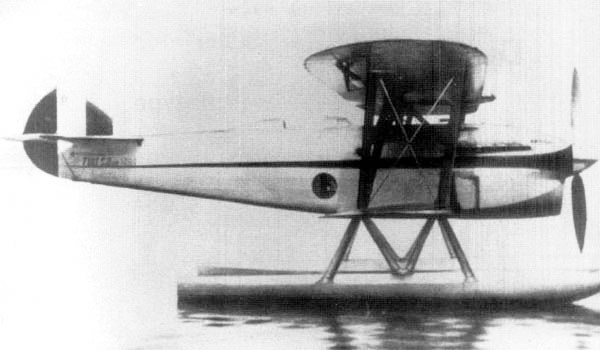
Fiat CR.30 Idro

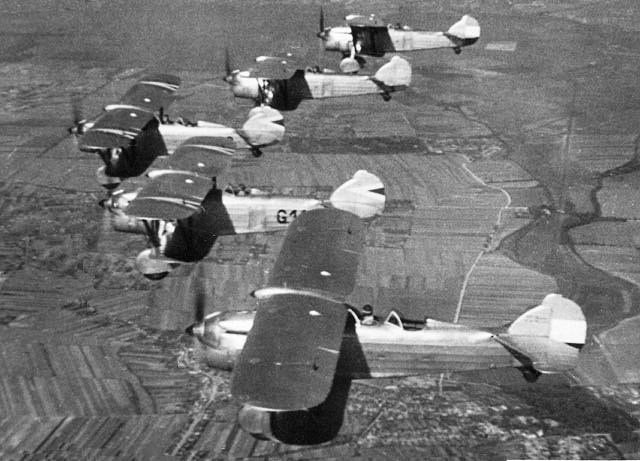
Grupa samolotów Fiat CR.30B

Samolot, skonstruowany przez Celestino Rosatelliego, został oblatany w marcu 1932 r. Niedługo potem dwa samoloty CR.30 wzięły udział w międzynarodowych zawodach w Zurychu w lipcu 1932 r. zdobywając uznanie za swe osiągi. Sukces na zawodach zaowocował zamówieniami ze strony wojska i 121 egzemplarzy CR.30 znalazło się na wyposażeniu Włoskich Królewskich Sił Powietrznych. Samolot był produkowany w latach 1932–1935, natomiast ze służby wycofano go całkowicie do 1938 roku, zastępując go nowszymi konstrukcjami, m.in. znacznie udoskonaloną konstrukcją Fiat CR.32, która stała się prawdziwym sukcesem produkcyjnym koncernu. Po wycofaniu z eskadr liniowych wiele CR.30 zostało przebudowanych na wersję dwumiejscową (oznaczoną symbolem CR.30B) i znalazło zastosowanie jako samoloty szkolno-treningowe. Dwa egzemplarze zostały przerobione na wodnosamoloty i otrzymały oznaczenie CR.30 Idro.
Samoloty pozostawały na wyposażeniu głównie włoskich sił powietrznych. Część egzemplarzy została sprzedana na Węgry, gdzie były one wykorzystywane głównie jako samoloty szkolno-treningowe. Samoloty CR.30 były wykorzystywane także przez siły lotnicze Austrii, Niemiec, Chin, Wenezueli, hiszpańskich frankistów i Paragwaju.

## Użytkownicy
Źródło:
- Austria – 6 egzemplarzy
- Chiny – 2 egzemplarze
- III Rzesza
- Włochy
- Paragwaj – 2 egzemplarze
- Hiszpania – 2 egzemplarze
- Wenezuela – 12 egzemplarz
- Węgry – 12 egzemplarzy